# هاني عبدالكريم
هاني عبدالكريم شاعر ومؤلف مصري، ولد في القليوبية (11 نوفمبر 1975) حاصل على بكالوريوس الفنون التطبيقية، يعدّ من أشهر الشعراء والمؤلفين في مصر.

## بداياته الفنية
بداية مسيرته الفنية كانت مع النجمة شيرين عبدالوهاب بأغنية «اه ياليل» عام 2002 ولقب بـ «مهندس الكلمة» وتعاون مع عدد من أهم المطربين على الساحة العربية وكان جزء كبير من صناعة نجاحاتهم على مدار سنوات طويلة وحتي الآن مثل صابر الرباعي، عمرو دياب، اليسا، حسين الجسمي، وردة الجزائرية، جورج وسوف، شيرين عبد الوهاب، الشاب خالد، نانسي عجرم، أصالة، فضل شاكر، أنغام، محمد محي، بهاء سلطان، هاني شاكر، مدحت صالح، تامر عاشور، آمال ماهر، راغب علامة، محمد فؤاد، وائل جسار، سعد المجرد، ماجد المهندس، وليد توفيق، حماده هلال، نوال الزغبي، يارا، ادم، رضا اللبناني، إيهاب توفيق، ميريام فارس، زياد برجي، ومجموعة من أشهر نجوم الوطن العربي.
وعضو بجمعية الساسام بفرنسا، وعضو باللجنة التحضيرية لمهرجان الموسيقى العربيه بدار الاوبرا المصرية.
و حققت اغانية نجاح كبير في الشرق الأوسط كما تم ترجمة العديد من أعماله الفنية بأكثر من لغة مثل التركية والهندية واليونانية والفرنسية وغيرها من اللغات، حيث تم إعادة  نشر أعماله في معظم دول العالم.